# Acide pertechnétique
L'acide pertechnétique est un composé chimique de formule HTcO4. Cet oxoacide se présente sous la forme d'un solide rouge foncé hygroscopique très soluble dans l'eau, où il se comporte comme un acide fort avec une constante de dissociation Ka valant 2,09 ± 0,18 à 25 °C, de sorte qu'il n'existe en solution quasiment que sous forme d'anion pertechnétate TcO4−. On l'obtient en faisant réagir de l'oxyde de technétium(VII) Tc2O7 dans l'eau ou dans des oxydants forts tels que l'acide nitrique HNO3, l'acide sulfurique H2SO4 concentré ou l'eau régale.
Tc2O7 + H2O ⟶ 2 HTcO4.
Dans une solution suffisamment acide, par exemple dans l'acide sulfurique concentré, on peut obtenir la forme protonée, qui se présente alors comme le dihydrate complexé TcO3OH·2H2O.